# Amy Bock

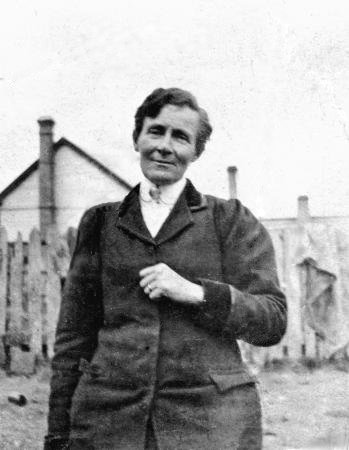
Amy Maud Bock
(Datum unbekannt)

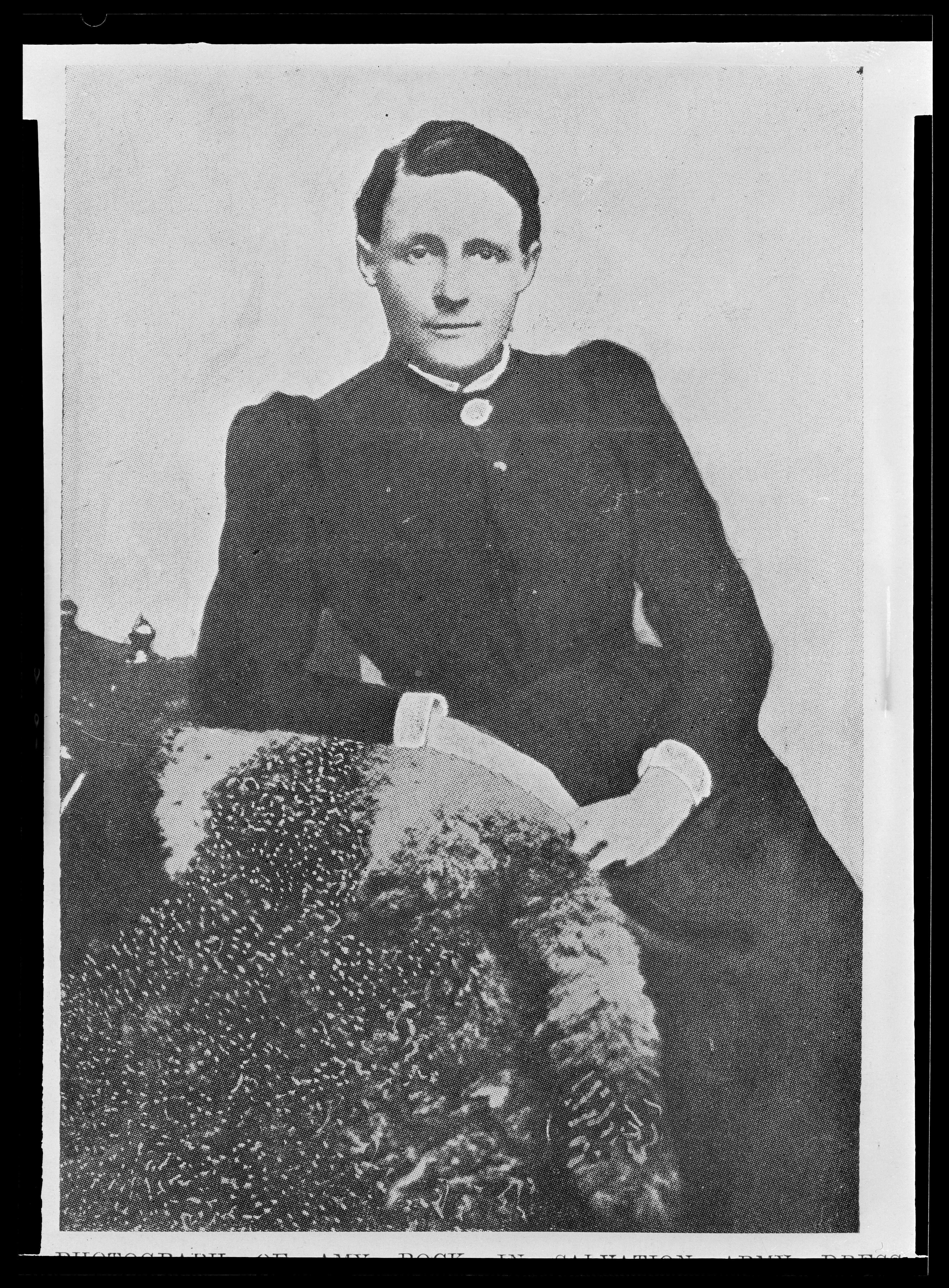
(ca. 1905)

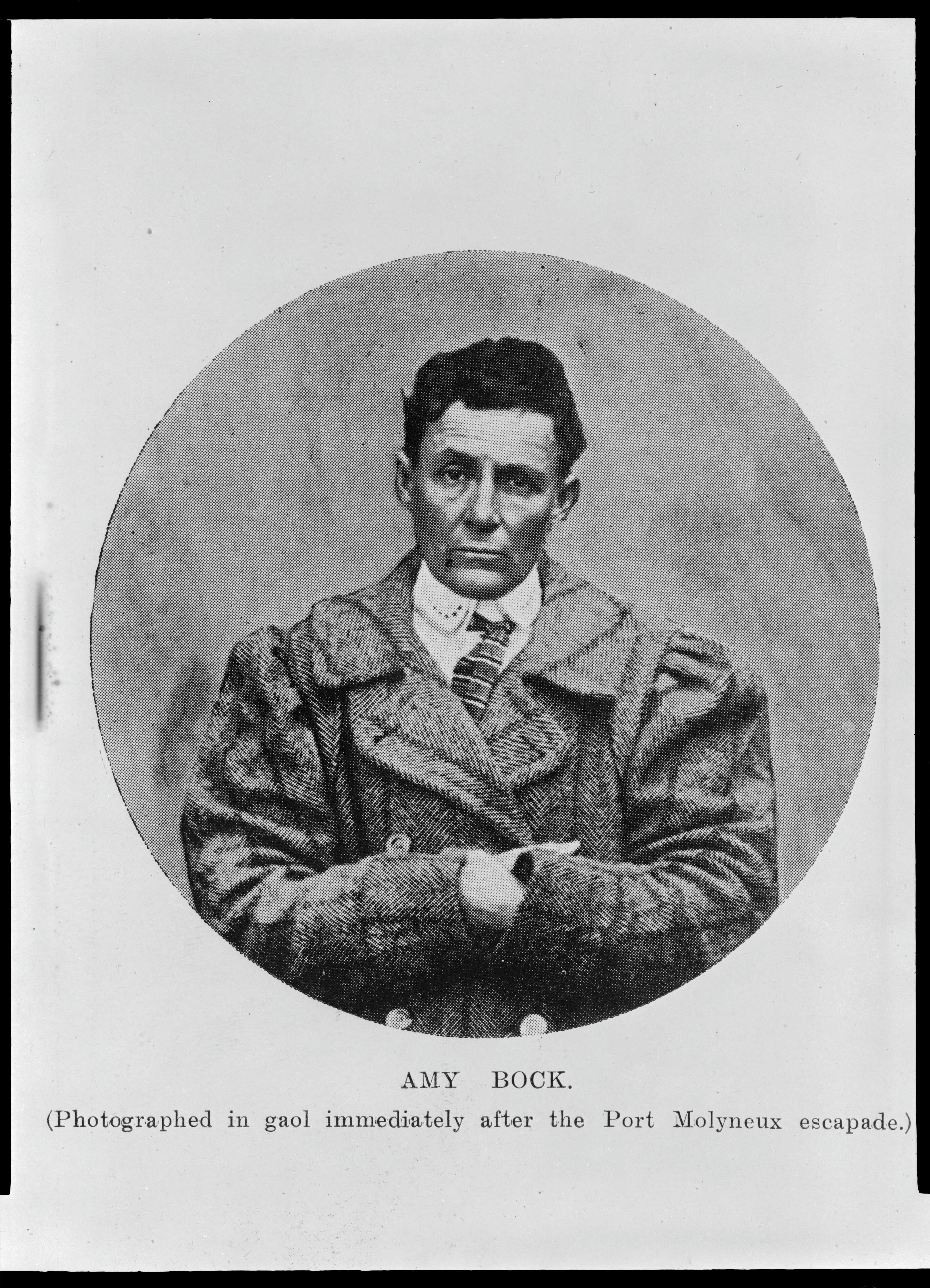
(1909) als Mann verkleidet

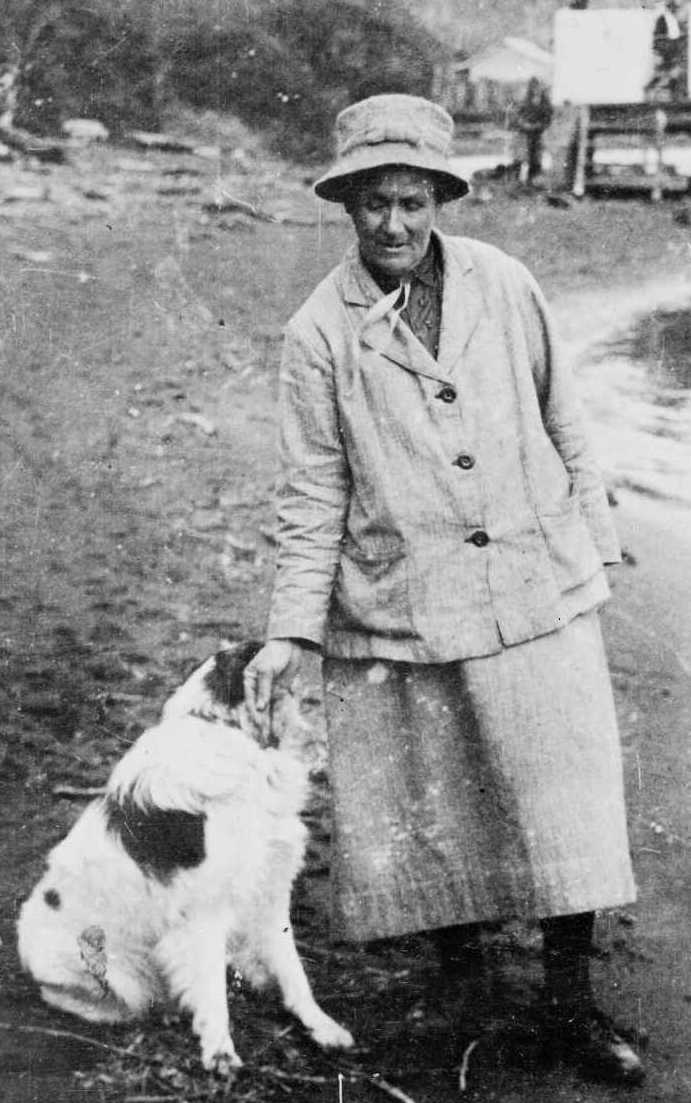
(1920er Jahre)

Amy Maud Bock (* 18. Mai 1859 in Hobart, Tasmanien Australien; † 29. August 1943 in Bombay, südlich von Auckland, Neuseeland) war eine neuseeländische Hochstaplerin und Trickbetrügerin.

## Frühes Leben
Amy Maud Bock wurde am 18. Mai 1859 als Tochter und älteste Kind der Eheleute Mary Ann Parkinson und Alfred Bock in Hobart, Tasmanien geboren. Ihre Kindheit verbrachte sie in Hobart bis ihre Familie im Jahr 1867 nach Sale in Victoria und um 1874 dann nach Melbourne zog. Ihr Vater war ein Künstler und verdiente später das Geld als Fotograf. Er war es, der das Interesse seiner Tochter an der Kunst des Amateurtheaters weckte. Ihre Mutter starb im Januar 1875 in einem sogenannten Lunatic Asylum was seinerzeit noch mit Irrenanstalt übersetzt werden konnte. Auch bei Amy wurde später einmal geistige Instabilität attestiert.
Über ihre Kindheit, Schulbildung und Berufsausbildung ist nichts bekannt, außer, dass sie gut ausgebildet war und in Australien eine Anstellung als Lehrerin in Gippsland, Victoria gefunden hatte.

## Beginn ihrer kriminellen Karriere
Ende 1884 oder Anfang 1885 erhielt Bock eine Vorladung zur Polizei wegen des Erwerbs von Waren auf einem falschen Kredit. Sie entzog sich der Verfolgung durch eine Flucht nach Neuseeland, wozu ihr Vater sie überreden konnte. In Auckland angekommen nahm sie eine Stelle als Gouvernante an. Doch innerhalb weniger Wochen musste sie vor Gericht erscheinen, weil sie ihren Arbeitgeber betrogen hatte. Unter Tränen gestand sie und wurde vom Richter noch einmal frei gesprochen.

## Kriminelle Taten und Gefängnisaufenthalte
Im April 1886 stand sie dann wieder vor Gericht. Sie hatte in Christchurch Waren auf Kredit gekauft und verschwand anschließend. Sie wurde gefasst, nach Christchurch zurückgeschickt und musste einen Monat lang im Gefängnis von Addington Zwangsarbeit verrichten.
Nach ihrer Entlassung ging sie nach Wellington, stand aber im Juli 1887 erneut wegen Betrugs vor Gericht. Sechs Monate Haft in der Caversham Industrial School in Dunedin waren die Folge. Sie konnte den Schulleiter dort so beeindrucken, dass er ihr eine Stelle als Lehrerin anbot. Doch als herauskam, dass sie bereits ihre Flucht geplant hatte, war der Job auch verloren.
Im Januar 1888 kaum wieder frei, inserierte sie und bot sich als Musiklehrerin an. Im April stand sie erneut vor Gericht, weil sie sich unter falschen Angaben Waren beschafft hatte. Zwei Monate Haft waren die Folge.
Wieder frei, zog etwas später sie nach Akaroa und arbeitete wieder als Gouvernante. Doch im April 1889 folgte eine Verurteilung zu einer sechsmonatigen Haft, da ihr Diebstahl und Vortäuschung falscher Tatsachen nachgewiesen werden konnte.
Ende 1889 kehrte sie nach Dunedin zurück und arbeitete bis Mitte 1890 als Haushälterin. Als sie Möbel ihres Arbeitgebers verpfändete, erhielt sie dieses Mal die Höchststrafe und musste für drei Jahre ins Gefängnis und die damals übliche Zwangsarbeit verrichten.
Im Oktober 1892 kam sie aus dem Gefängnis frei und musste wegen eines kleinen Betrugs sofort wieder für einen Monat, dieses Mal in Timaru ins Gefängnis.
Im November schloss sie sich der Heilsarmee in Timaru an und lebte mit deren Mitgliedern zusammen. Doch schon Ostern 1893 wurde sie zu einer sechsmonatigen Haftstrafe verurteilt, weil sie die Uhr ihrer Vermieterin verkauft hatte.
Wieder frei zog sie nach Oamaru und versuchte einen Möbelhändler um eine größere Summe zu betrügen, war sie im Januar 1894 wieder im Gefängnis und erhielt weitere drei Monate Haftstrafe, für das Verlassen einer Unterkunft ohne zu zahlen.

## Magdalen Asylum
Ab Mitte 1894 bis 1902 verschwand Amy für mehrere Jahre aus der Öffentlichkeit. Sie verbrachte einen Teil davon in dem Magdalen Asylum (Magdalenen-Asyl) für „gefallene“ Frauen in der Nähe von Christchurch.

## Erneute kriminelle Taten
1902 lieh sie sich durch eine ausgeklügelte Täuschung unter dem Namen Molly oder Mary Shannon erhebliche Geldbeträge, um den Kauf einer Geflügelfarm zu finanzieren. Die Sache fiel auf und brachte ihr im März 1903 eine zweijährige Haftstrafe ein.
Wegen guter Führung konnte sie die Haftstrafe verkürzen und fand eine Arbeit in Rakaia, nun unter dem Namen Amy Chanel. Sie fälschte einen Scheck und musste nach ihrer Verurteilung im Februar 1905 anschließend eine dreijährige Haftstrafe antreten. Im Juni 1907 wurde sie aus dem Gefängnis entlassen und lebte ein Jahr lang zurückgezogen in Christchurch.
Als Agnes Vallance 1908 nach Dunedin zurückgekehrt, verpfändete sie die Möbel ihres Arbeitgebers und tauchte unter.

## Heiratsschwindlerin
In anderen Fällen gab sie sich perfekt gekleidet als der wohlhabende Schafzüchter Percival Leonard Carol Redwood aus, machte Urlaub in Port Molyneux an der Küste des südlichen Teiles von Otago, wohnte in der Pension Albion House und machte dort der Tochter der Vermieterin, Agnes Ottaway, den Hof. Nach kurzer Zeit waren beide verlobt und heirateten 21. April 1909 im Haus der Braut. Amy gelang es als Percival Leonard Carol Redwood den Anschein von Reichtum zu erwecken. Nach der Hochzeit flog der Schwindel auf und Bock wurde vier Tage später verhaftet. Am 27. Mai 1909 wurde sie von dem Obersten Gericht in Dunedin zu einer langen Haftstrafe verurteilt und schließlich zu einer Gewohnheitsverbrecherin erklärt. Die Ehe wurde am 17. Juni 1909 annulliert. Ihre Haft musste sie in New Plymouth antreten.

## Letzte Episoden
Nachdem Bock 1911 auf Bewährung aus der Haft entlassen worden war, arbeitete sie zwei Jahre lang im Altersheim von New Plymouth, ging dann nach Mōkau, an der Westküste der Nordinsel, wo sie Veranstaltungen und Theaterstücke organisierte. Am 16. November 1914 heiratete sie dann in New Plymouth den gebürtigen Schwede Charles Edward Christofferson, einem Landwirt aus Awakino. Doch er trennte sich von ihr noch im selben Jahr, wegen der Schulden, die Bock hatte.
In Hamilton, wo sie anschließend lebte, wurde sie im Oktober 1931 wegen fünf Fällen von Geldbeschaffung durch falsche Angaben zur Verhandlung an den Obersten Gerichtshof in Auckland verwiesen. Dieser verurteilte sie zu einer zweijährigen Gefängnisstrafe auf Bewährung, die mit der Auflage versehen war, dass sie fortan in einem Heim der Heilsarmee leben solle.
Amy Maud Bock verstarb 12 Jahre später am 29. August 1943 im Alter von 84 Jahren in Bombay südlich von Auckland und wurde auf dem Friedhof von Pukekohe beigesetzt.

## Identitäten
Einige ihrer Identitäten, die sich Amy Maud Bock für ihre Betrügereien zugelegt oder verwendet hat, waren:
- Amy Moreton
- Amy Laing
- Mrs Merry (mit der Amy angeblich korrespondiert hat)
- Amy M Brunell
- Ida M Bennett
- Miss Bruce
- J. Crisp
- Amy Cameron
- Mary Shannon
- Amy Chanel
- Miss Balfour (oder auch Chamberlain, Churchill, Lloyd-George - berühmte Namen)
- Agnes Vallance
- Miss Charlotte Skevington (eine fiktive Tante oder eine fiktive Freundin)
- Percival Leonard Carol Redwood (als ein wohlhabender Schafzüchter)

Quelle: Steemit